# ギィ・ロパルツ

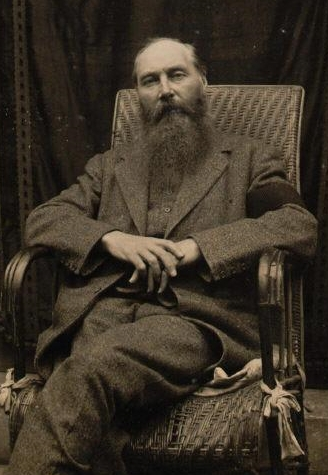
ギィ・ロパルツ

ジョゼフ＝ギィ・ロパルツ（Joseph-Guy Ropartz, 1864年6月15日 コート＝ダルモール県ガンガン - 1955年11月22日 コート＝ダルモール県ランルー）はフランスの作曲家。ドビュッシーと同世代であるが、フランク＝ダンディ楽派の伝統に従って、後期ロマン派音楽の伝統上で創作を続けた。ブルトン民族主義の要素も指摘されている。

## 生涯
ブルターニュ出身。レンヌで学業を続けたのち1885年にパリ音楽院への入学資格を得る。作曲科でテオドール・デュボワに学んだ後、ジュール・マスネに師事し、1886年からはオルガン科でセザール・フランクにも師事した。
1894年から1919年までナンシー音楽院（当時はパリ音楽院の分校扱い）に院長として赴任し、1894年にヴィオラ科、1895年にトランペット科、1897年にハープ科とオルガン科、そして1900年にはトロンボーン科というように、次々に学科を充実させていった。また、ナンシー音楽院の学生オーケストラによる定期演奏会も開始した。
1898年にはブルターニュ地域圏同盟に入会している。
親友のアルベリク・マニャールが1914年に悲劇的な最期を遂げ、いくつもの手稿譜が失われると、ロパルツはマニャールの歌劇《ゲルクールGuercœur 》の管弦楽法を記憶から再現した。
その後はストラスブール音楽院院長を1919年から1929年まで続け、1949年には、 ジョルジュ・ユーの後任として、フランス学士院芸術アカデミー会員に選ばれている。
1929年に中央から隠退して郷里ブルターニュに隠居した。1953年に失明している。

## 主要作品一覧

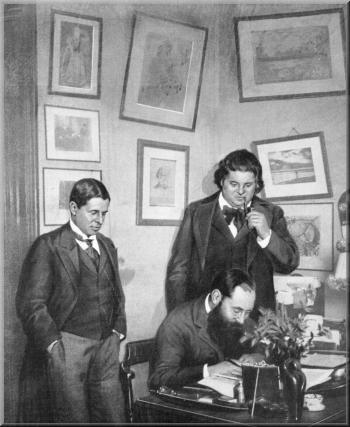
マニャール、ロパルツ、ウジェーヌ・イザイ(1911年)

### 交響曲
- 交響曲第1番イ短調（1894）
- 交響曲第2番ヘ短調（1900）
- 交響曲第3番（1905） - 合唱交響曲の大作であり、名作としての評価が高い。
- 交響曲第4番（1910）
- 交響曲第5番（1944-45）

### 管弦楽曲
- 弔いの鐘 La Cloche des morts (initialement Le Convoi du Fermier) （1887年）
- オーボエと管弦楽のための哀歌 Lamento pour hautbois et orchestre （1887年）
- Les Landes （1888年）
- 祭りの行進 Marche de fête （1888年）
- 5つの小品 Cinq pièces brèves （1889年）
- 謝肉祭 Carnaval （1889年）
- Dimanche breton, suite en 4 parties （1893年）
- 幻想曲ニ長調 Fantaisie en ré majeur （1897年）
- 眠れるマリーに A Marie endormie （1911 - 1912年）
- La Chasse du prince Arthur （1911 - 1912年）
- 鐘の音 Sons de cloches （1913年）
- Soir sur les chaumes （1913年）
- チェロと管弦楽のための狂詩曲 Rhapsodie pour violoncelle et orchestre （1928年）
- 野外のセレナード Sérénade champêtre （1932年）
- ブルボン家のブレー Bourrées bourbonnaises （1939年）
- 小交響曲 変ホ長調 Petite symphonie en mi bémol majeur （1943年）
- パストラル Pastorales （1950年）

### 室内楽
- 6つの弦楽四重奏曲（1893年から1949年まで）
- アルベリク・マニャールの名による弦楽四重奏のための小幻想曲
- 2つのチェロソナタ（第1番：1904年、第2番：1918年 - 1919年）
- 3つのヴァイオリン・ソナタ（第1番：1907年、第2番：1917年、第3番：1927年）
- トロンボーンとピアノのための小品（1908年）
- ピアノ三重奏曲イ短調（フランス語版）（1918年）
- 弦楽三重奏曲イ短調（1934年 - 1935年）
- 管楽五重奏曲（1924年）
- フルート、ヴァイオリン、ヴィオラ、チェロ、ハープのための《前奏曲とシャンソン》（1928年）

### オペラ
- 故郷（英語版）Le Pays (1912年)

### 宗教曲
- 四重唱と合唱、オルガンのための《荘厳キリエ Kyrie solennel 》(1886)
- オルガン独奏曲《 Offertoire pascal 》 (1889)
- 合唱と管弦楽のための《詩篇唱第136番「バビロンの川のほとりに」 Psaume 136 "Super flumina Babylonis" 》 (1897)
- 無伴奏混声合唱のための《5つのモテ Cinq motets 》 (1900)
- 《聖アンを称えるための小ミサ曲 Messe brève en l'honneur de Sainte Anne 》（オルガン伴奏）(1921)
- Messe en l'honneur de Sainte Odile, pour chœur mixte et orgue (1923)
- 混声3声とオルガンのための「テ・デウム」ミサ Messe "Te Deum Laudamus" (1925-26)
- 合唱と管弦楽のための《レクィエム（フランス語版）Requiem 》 (1937-38)
- 混声合唱とオルガンのための《サルヴェ・レジナ Salve Regina 》(1941)
- 合唱と管弦楽のための《詩篇唱第129番「深き淵より」 Psaume 129 "De profondis" 》 (1942)

### 歌曲
いくつかの管弦楽伴奏歌曲と、多くのピアノ伴奏付き歌曲がある。

### ピアノ曲
- 序曲、変奏曲と終曲 Ouverture, variations et final (1904)
- コラールと変奏 Choral varié (1904)
- 夜想曲第1番 Nocturne n°1 (1911)
- Dans l'ombre de la montagne (1913)
- 夜想曲第2番 Nocturne n°2 (1916)
- 夜想曲第3番 Nocturne n°3 (1916)
- スケルツォ Scherzo (1916)
- 花園の調べ Musiques au jardin (1916-17)
- 夏のスケッチ Croquis d'été (1918)
- 秋のスケッチ Croquis d'automne (1929)
- おとめ Jeunes filles (1929)
- ポール・デュカを偲んで A la mémoire de Paul Dukas (1936)

## 文筆
詩人としても才能に恵まれ、若い頃から高踏派や象徴主義に影響された詩作を手懸けていた。
- Adagiettos (1888)
- Modes mineurs (1890)
- Les Muances (1892)